# Bara bada bastu
Bara bada bastu är en låt framförd av den finlandssvenska gruppen Kaj. Den vann svenska Melodifestivalen 2025 och tävlade därmed för Sverige i Eurovision Song Contest 2025 i Basel. Låten kom på en fjärde plats.
Låten är skriven av gruppen själv samt låtskrivarna Robert Skowronski, Kristofer Strandberg och Anderz Wrethov. På dragspel medverkar Bo Lund som tidigare samarbetat med gruppen i "Taco hej" från 2016.

## Bakgrund
Kaj fick i maj 2024 en inbjudan av Melodifestivalens tävlingsproducent Karin Gunnarsson att lämna in ett bidrag. Melodifestivalens regelverk kräver att minst en av låtskrivarna är svensk medborgare eller folkbokförd i Sverige. Gruppen fastnade tidigt för Anderz Wrethov, en låtskrivare som likt dem själva har varierat mycket i genre. Gunnarsson förde ihop Kaj med Wrethov, som sedan tog in Robert Skowronski och Kristofer Strandberg i projektet. Kaj har uppgett att en stor anledning till att de önskade samarbeta med Wrethov var att han är en av upphovsmännen bakom "Guld och gröna skogar" som framfördes av Hasse Andersson i Melodifestivalen 2015.
Tillsammans kom Kaj och Wrethov fram till att låten ska handla om bastu, eftersom det är något som man i Sverige förknippar med Finland. Wrethov hjälpte gruppen att hitta ett uttryck som fungerar för en svensk publik och samtidigt respekterar deras tidigare material.
Låten stod klar i slutet av augusti, några veckor innan antagningen till Melodifestivalens deadline den 13 september. "Bara bada bastu" valdes ut till tävlingen av Melodifestivalens urvalsjury.

## Melodifestivalen

### Delfinal
Låten deltog den 22 februari i Melodifestivalens fjärde deltävling som hölls i Malmö Arena i Malmö. Deltävlingen avgjordes i en tittaromröstning i två omgångar där "Bara bada bastu" fick näst högsta poäng (10) i den första röstningsomgången av samtliga tittargrupper förutom åldrarna 3–9 och 60–74 som gav den tredje högsta poäng (8). Samtliga 12-poängare i den första omgången gick till Måns Zelmerlövs "Revolution". I den andra röstningsomgången kvalificerade sig "Bara bada bastu" till final med knappt 2,2 miljoner röster före Ella Tiritiellos "Bara du är där" som fick 1,6 miljoner röster och därmed gick till finalkvalet där den inte lyckades ta sig till final.
När Kaj ställde sig på scen i Melodifestivalen var det första gången en musikgrupp från Vörå uppträdde i SVT sedan Vörå spelmansklubb i Janne Carlsson show 1982.

#### Delfinalresultat
| Nr | Bidrag              | Omgång 1 | Omgång 1 | Omgång 1 | Omgång 1 | Omgång 1 | Omgång 1 | Omgång 1 | Omgång 1 | Omgång 1 | Omgång 1  | Omgång 2                                                 | Totalt antal röster                                      | Plac. | Anmärkning |
| Nr | Bidrag              | 3-9      | 10-15    | 16-29    | 30-44    | 45-59    | 60-74    | 75+      | Tel.     | Poäng    | Röster    | Röster                                                   | Totalt antal röster                                      | Plac. | Anmärkning |
| -- | ------------------- | -------- | -------- | -------- | -------- | -------- | -------- | -------- | -------- | -------- | --------- | -------------------------------------------------------- | -------------------------------------------------------- | ----- | ---------- |
| 1  | "Vicious"           | 5        | 5        | 5        | 5        | 8        | 10       | 5        | 5        | 48       | 925 304   | 597 985                                                  | 1 523 289                                                | 4     | Utslagen   |
| 2  | "Bara där du är"    | 10       | 8        | 8        | 8        | 3        | 3        | 3        | 3        | 46       | 967 458   | 634 115                                                  | 1 601 573                                                | 3     | Kval       |
| 3  | "Yours"             | 3        | 3        | 1        | 3        | 5        | 5        | 8        | 8        | 36       | 773 258   | 436 047                                                  | 1 209 305                                                | 5     | Utröstad   |
| 4  | "Bara bada bastu"   | 8        | 10       | 10       | 10       | 10       | 8        | 10       | 10       | 76       | 1 238 511 | 954 961                                                  | 2 193 472                                                | 2     | Till final |
| 5  | "Do Good Be Better" | 1        | 1        | 3        | 1        | 1        | 1        | 1        | 1        | 10       | 629 574   | 333 799                                                  | 963 373                                                  | 6     | Utröstad   |
| 6  | "Revolution"        | 12       | 12       | 12       | 12       | 12       | 12       | 12       | 12       | 96       | 1 632 844 | Melodin vann omgång 1 och tävlade därmed inte i omgång 2 | Melodin vann omgång 1 och tävlade därmed inte i omgång 2 | 1     | Till final |

### Final

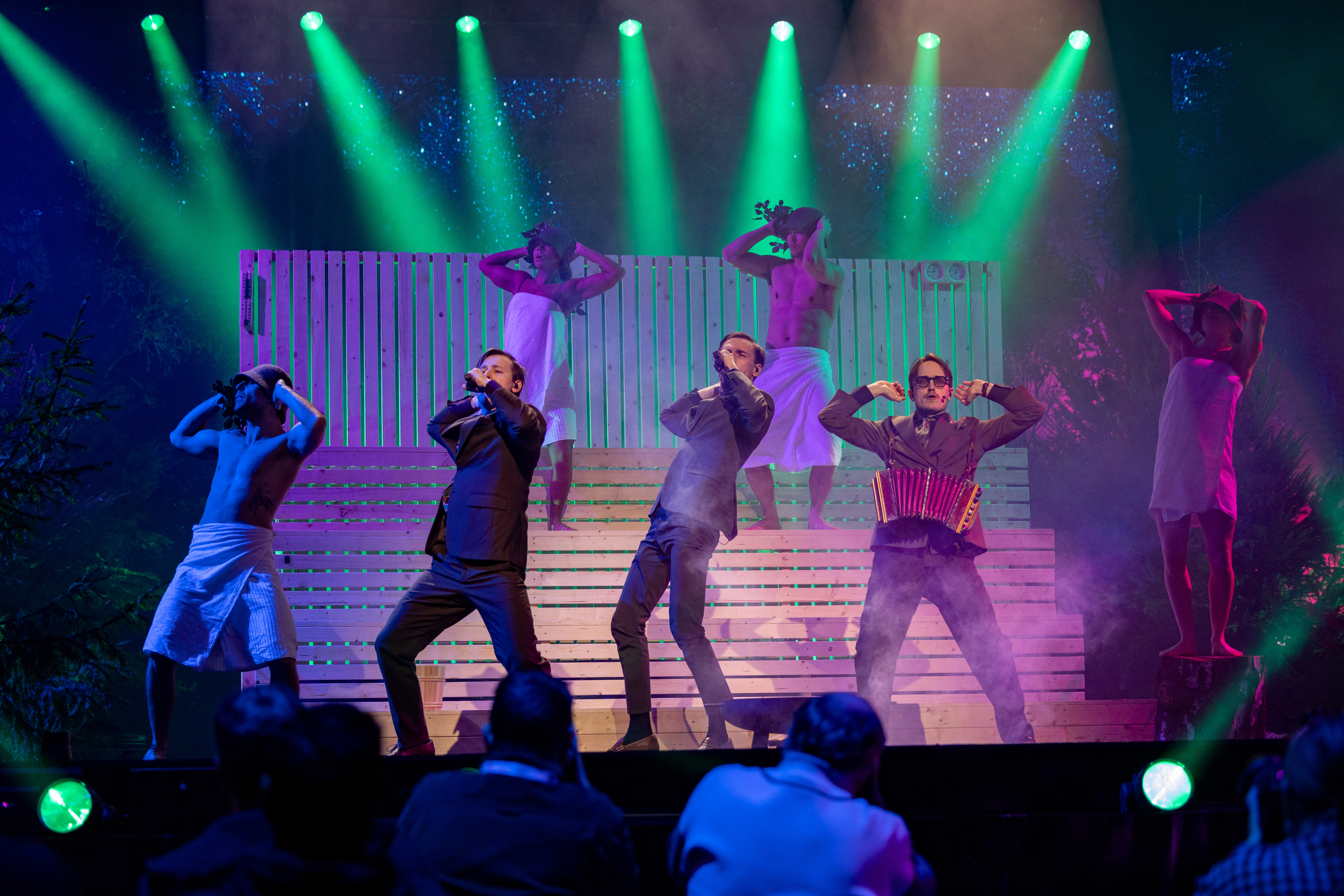
Kaj under en repetition inför Melodifestivalens final.

Finalen i Melodifestivalen hölls den 8 mars i Strawberry Arena i Solna. Kaj uppträdde som tolfte och sista nummer. I finalen delades hälften av poängen ut i en tittaromröstning i två omgångar och hälften av en internationell jury bestående av personer som på olika sätt arbetar med musik i sina hemländer. Den internationella juryns favorit var Måns Zelmerlövs "Revolution" med 76 poäng, två fler än "Bara bada bastu". I tittaromröstningen vann "Bara bada bastu" med 90 poäng över tvåan "Revolution" med 81 poäng. Tittarna gav totalt fem 12-poängare åt "Bara bada bastu", de kom från samtliga åldersgrupper 44 år och yngre samt av telefonröstarna, "Revolution" fick resterande tre 12-poängare från åldersgrupperna 45 och äldre.
Totalt samlade "Bara bada bastu" 164 poäng före tvåan "Revolution" med 157 och trean artisten Greczulas "Believe Me" med 103 poäng. Kaj kom därmed att representera Sverige vid Eurovision Song Contest 2025 i maj.
Av nio bidrag med svensk text i Melodifestivalen 2025 var "Bara bada bastu" det enda som tog sig till final. Det var första gången ett bidrag med svensk text vann Melodifestivalen sedan Carola med "Evighet" år 2006. Det är det första finländska bidraget att gå till final i Melodifestivalen sedan deltävlingarna infördes 2002.

### Finalresultat
| Nr | Bidrag               | FRA | IRL | ITA | SER | SCH | NOR | GRE | LIT | Jury- poäng | Tittarröster | 3-9 | 10-15 | 16-29 | 30-44 | 45-59 | 60-74 | 75+ | Telefon | Tittar- poäng | Totalt | Plac. |
| -- | -------------------- | --- | --- | --- | --- | --- | --- | --- | --- | ----------- | ------------ | --- | ----- | ----- | ----- | ----- | ----- | --- | ------- | ------------- | ------ | ----- |
| 1  | Voice of the Silent  | 6   | 5   | 7   | 6   | 8   | 5   | 4   | 8   | 49          | 1 578 564    | 2   | 2     | 1     | 2     | 3     | 5     | 7   | 3       | 25            | 74     | 6     |
| 2  | Yihaa                | 1   | 6   | 10  | 3   | 4   | 6   | 8   | 10  | 48          | 2 011 049    | 10  | 7     | 4     | 5     |       |       |     | 1       | 27            | 75     | 5     |
| 3  | Believe Me           | 7   | 4   | 8   | 10  | 7   | 3   | 5   | 3   | 47          | 2 696 753    | 3   | 5     | 10    | 8     | 8     | 8     | 6   | 8       | 56            | 103    | 3     |
| 4  | On and On and On     | 8   | 3   | 1   | 4   | 3   | 8   | 7   |     | 34          | 2 461 721    | 8   | 8     | 7     | 6     | 7     | 2     | 3   | 2       | 43            | 77     | 4     |
| 5  | Sweet N' Psycho      | 4   | 2   | 4   | 8   |     | 7   |     | 6   | 31          | 1 943 638    | 6   | 4     | 2     | 7     | 6     | 3     |     | 3       | 33            | 64     | 7     |
| 6  | Show Me What Love Is | 2   | 8   | 2   | 2   | 1   | 2   | 2   | 5   | 24          | 1 615 974    | 1   | 1     | 3     | 1     | 4     | 6     | 5   | 6       | 27            | 51     | 9     |
| 7  | Kamikaze Life        |     |     |     |     |     |     |     | 2   | 2           | 1 435 634    |     |       |       | 3     | 5     | 7     | 8   | 7       | 30            | 32     | 11    |
| 8  | Hush Hush            | 3   | 10  |     |     | 6   | 4   | 3   |     | 26          | 1 901 356    | 5   | 6     | 6     | 4     | 2     |       | 1   |         | 24            | 50     | 10    |
| 9  | Revolution           | 12  | 7   | 6   | 12  | 12  | 10  | 10  | 7   | 76          | 3 278 385    | 7   | 10    | 8     | 10    | 12    | 12    | 12  | 10      | 81            | 157    | 2     |
| 10 | Hate You So Much     |     |     | 3   | 1   | 10  | 1   | 1   | 1   | 17          | 1 472 693    | 4   | 3     |       |       |       | 1     | 2   |         | 10            | 27     | 12    |
| 11 | Life Again           | 5   | 1   | 5   | 5   | 2   |     | 6   | 12  | 36          | 1 370 687    |     |       | 5     |       | 1     | 4     | 4   | 4       | 18            | 54     | 8     |
| 12 | Bara bada bastu      | 10  | 12  | 12  | 7   | 5   | 12  | 12  | 4   | 74          | 4 305 774    | 12  | 12    | 12    | 12    | 10    | 10    | 10  | 12      | 90            | 164    | 1     |

## Eurovision Song Contest

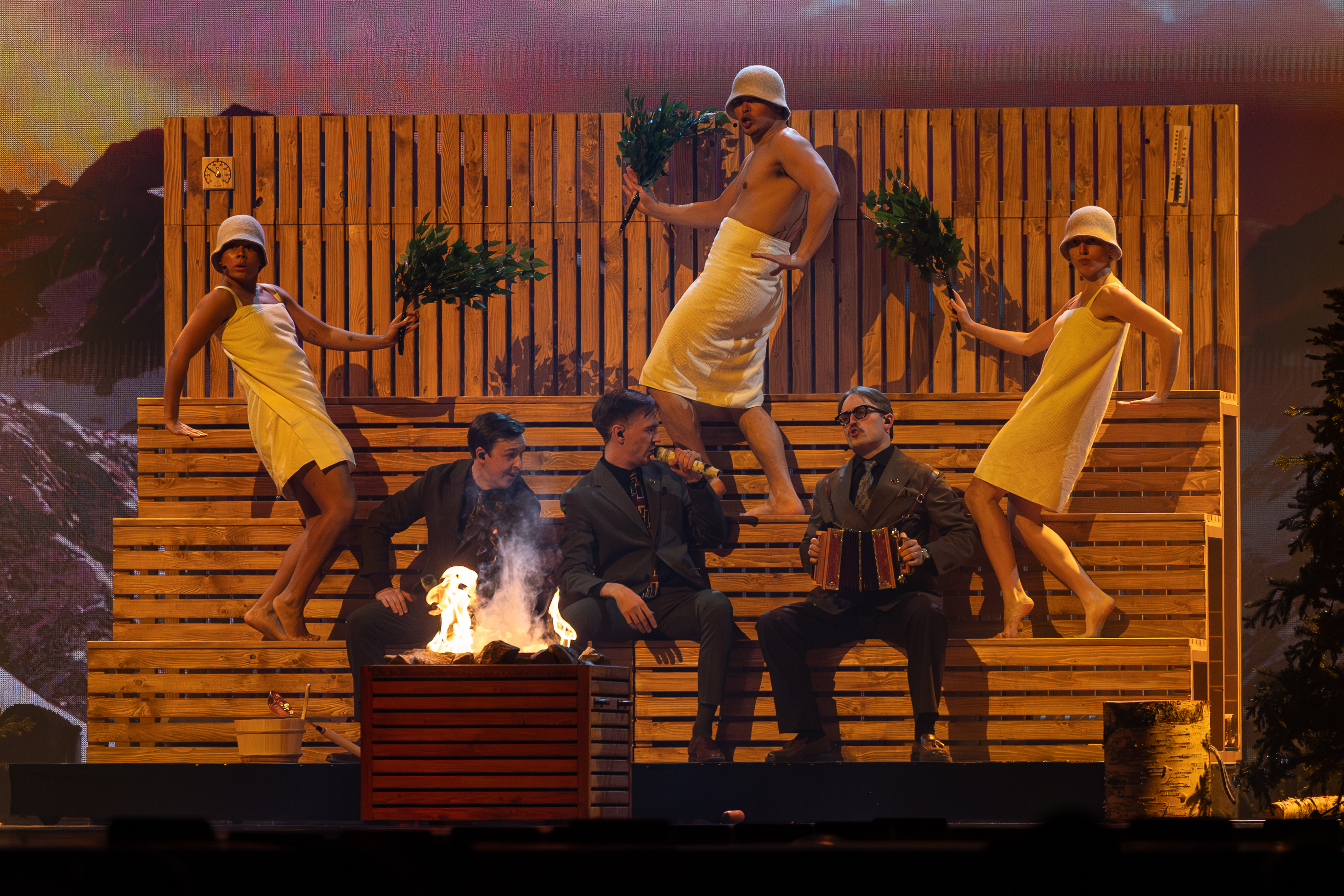
Kaj framför "Bara bada bastu" under Eurovision Song Contest 2025.

Kaj har meddelat att de inte planerar översätta låten till engelska inför tävlan i Eurovision. Sången, som till största delen är skriven på vörådialekt, är därmed det första svenskspråkiga bidraget som Sverige skickar till Eurovision Song Contest sedan 1998 ("Kärleken är" av Jill Johnson). Senast ett bidrag framfördes på svenska i Eurovision var år 2012 då Pernilla Karlssons "När jag blundar" tävlade för Finland. Kaj tävlade i den första semifinalen där de lyckades kvalificera sig vidare till finalen. Låten slutade på en fjärde plats i finalen med totalt 321 poäng.

## Listplaceringar
Efter framträdandet i Melodifestivalens deltävling blev låten den mest spelade på Spotify i Sverige, Estland och Finland. Dagen efter finalen i Melodifestivalen var "Bara bada bastu" en av de 150 mest populära låtarna globalt på Spotify, den högsta placeringen någonsin för en svenskspråkig låt. Några dagar senare toppade "Bada bara bastu" Spotifys globala topp 50-lista för virala låtar. Ännu den 17 april låg melodin – nu med totalt 31,8 miljoner spelningar – fortfarande etta bland årets festivalbidrag, vilket är den längsta tid en melodifestivalslåt legat kvar i Spotifytoppen. Inför Eurovisionsemifinalerna kunde TT rapportera att "Bara bada bastu" var det mest spelade av årets bidrag på Spotify med mer än dubbelt så många lyssningar – 13,2 mot 6,3 miljoner – som tvåan, Italiens ”Volevo essere un duro” med Lucio Corsi. Samma dag som finalen i ESC gick "Bara bada bastu" upp på plats 111 på Spotifys globala lista, vilket inte bara var den högsta placeringen någonsin på denna lista för en svenskspråkig låt utan även gjorde sången till det enda av årets eurovisionbidrag att placera sig härpå.
"Bara bada bastu" gick in på 10:e plats på Svensktoppen den 9 mars 2025, och hade redan veckan därpå avancerat till förstaplatsen där den även låg kvar den 23 mars. Under de två påföljande veckorna gick sången ned till plats nummer 2, men återtog förstaplaceringen den 13 april och låg kvar där även den 20 och 27 april samt den 4 maj. Den 11 maj petades melodin ned till 2:a plats av Klara Hammarströms "On and on and on", men återtog förstaplatsen den 18 maj för att därefter behålla den till och med den 22 juni.
På Sverigetopplistan gick "Bara bada bastu" rakt in på singellistans förstaplats den 28 februari och har sedan hållit sig där under hela mars och april samt merparten av maj (till och med vecka 21).
På Finlands officiella lista gick "Bara bada bastu" in på singellistans 4:e plats vecka 9 och låg veckorna 10–15 på plats 1. Efter att därefter ha pendlat mellan plats 2 och 3 under några veckor återtog melodin förstaplatsen vecka 21.
Vecka 21 gick "Bara bada bastu" även upp på förstaplatsen på den norska singellistan Topplista.

## Dialektala särdrag
Liksom de flesta verk av gruppen Kaj präglas också Bara bada bastu av dialektala östsvenska särdrag. De analyseras i Språkbruk (en populärvetenskaplig webbtidskrift om språk utgiven av Institutet för de inhemska språken) av Martin Persson, doktorand i nordiska språk vid Stockholms universitet:
- Uttal av ng-ljudet med hörbart g, alltså [ŋɡ]: Häll på vattn och meir ånggo nu / Tick tick tack hur längg orkar du (’Häll på vatten och mer ånga nu. Tick tick tack, hur länge orkar du’)
- Vikingatida diftonger: så sveittin bara yr (’så svetten bara yr’) – jfr. ty. Schweiß
- Övriga primära diftonger: Bästa båoti för kropp och själ (’Bästa boten för kropp och själ’)
- Så kallad brytning av verb (ett extra 'j' i början): Bastubröder e je vi som glöder (’Bastubröder, det är vi som glöder’)
- Svaga femininer: ångon åpp ('ångan upp')
- Apokopering (bortfall av ändelsevokaler): Häll på vattn och meir ångo nu ('Häll på vatten och mer ånga nu')